# Nimr
Nimr — современный бронеавтомобиль производства ОАЭ, аналог российского ГАЗ-2330 «Тигр».

## История
Заказ на разработку многоцелевого транспортного средства для Иордании был впервые размещён через компанию из ОАЭ Bin Jabr Group Ltd (BJG). На разработку, включая постройку опытных экземпляров, выделялась сумма в 60 миллионов долларов, конечным заказчиком выступала компания King Abdullah II Design and Development Bureau (KADDB), принадлежащая иорданскому королю.
Заказ получила фирма «Промышленные компьютерные технологии» (ПКТ) — дочерняя компания ОАО «ГАЗ». Первые образцы Tiger HMTV были представлены в Абу-Даби на Международной выставке вооружения IDEX-2001 и произвели впечатление на заказчика, но дальше этого дело не пошло. После отказа арабской компании BJG продолжать работы по проекту с российской компанией ПКТ у каждой из сторон остался пакет технической документации, вдобавок в Абу-Даби остались три опытных образца бронеавтомобилей, проходивших после экспонирования на IDEX-2001 испытания в пустынных условиях.
Вскоре в Иордании в Аль Дулайле по заказу Генерального Штаба ОАЭ фирмами BJG и KADDB было создано совместное предприятие Advanced Industries of Arabia (AIA, 80 % акций у BJG), на заводе которой, начиная с июня 2005 года, в течение 18 месяцев были собраны 500 бронеавтомобилей Nimr в четырёх различных исполнениях, в том числе с колёсной формулой 6х6 грузоподъемностью 5 тонн. По сравнению с опытными образцами новые машины укомплектованы двигателем MTU 6R 106 мощностью 325 л. с., трансмиссией Allison LCT 1000 и отличаются геометрией бронекорпуса. Впервые машины Nimr базового варианта были продемонстрированы в 2005 году на выставке IDEX 2005, где BJG объявила о подписании соглашения с индийской Vectra Group о создании в Индии совместного производства автомобилей Nimr.

## Модификации

### Nimr II
В 2007 году на выставке IDEX-2007 компания AIA продемонстрировала разработанное в инициативном порядке семейство машин Nimr II, являющееся дальнейшей разработкой базового варианта машины Nimr. В числе улучшений заявлялись: круговая баллистическая защита, доведённая до уровня 3 В6 стандарта STANAG 4569; базовая противоминная защита от взрыва мин весом до 6 кг; увеличенная с 320 до 350 л. с. мощность двигателя; увеличенная до 2,5 тонны грузоподъемность. Компания BJG стала основным разработчиком всех составляющих платформы Nimr, за вычетом колёс, двигателя и коробки передач. Вклад BJG в платформу включает броню, шасси и карданную передачу.
В базовой комплектации 500 машин Nimr были закуплены вооружёнными силами Объединённых Арабских Эмиратов. В дальнейшем BJG взяла курс на продвижение разработанных совместно с европейскими фирмами MBDA и Rheinmetall Defence Electronics (BDE) специализированных модификаций Nimrad (Nimr Air Defense) и Nimrat (Nimr Anti-Tank). Среди прочего, есть планы продажи этих машин в Европу.

### Nimrad
Противовоздушная платформа Nimrat на основе Nimr II оснащена многоцелевой боевой системой производства MBDA и RDE. На вращающейся на 360° башне установлена стабилизированная электрооптическая система прицеливания с приборами наблюдения и лазерным дальномером. Вооружение составляют установленные по обе стороны системы пусковые установки ракет класса «земля-воздух» Mistral 2 производства MBDA. Дополнительный боезапас в четыре ракеты хранится в машине. Аналогичная конструкция продемонстрирована впервые в 2006 году на выставке Eurosatory 2006 (машина Panhard VBR 4*4).

### Nimrat
Противотанковая модификация отличается от противовоздушной тем, что на ней устанавливаются противотанковые ракетные комплексы Milan/Milan ER. По утверждению производителя, за 12 часов противотанковая комплектация машины может быть изменена на противовоздушную и наоборот. Дополнительно на обе платформы может быть установлен пулемёт калибра .50 BMG. Возможна также установка других боевых модулей по требованию заказчика.